# Ibrica Jusić
Ibrica Jusić (Dubrovnik, 15. prosinca 1944.), hrvatski kantautor i glazbenik.

## Životopis
Glazbenik prepoznatljivog glazbenog izričaja isprepletenog hrvatskim, francuskim, talijanskim utjecajima.
Na glazbenoj sceni je od 1968. pobijedivši na Zagrebačkom festivalu s pjesmom Celuloidni pajac. Sedamdesetih godina proslavio se, između ostalih, pjesmama Mačka, Dobro jutro, Margareta, Jubi san vašu ćer.
Jusić tradicionalno održava koncerte u sklopu Dubrovačkih ljetnih igara. Mlađi je brat poznatog hrvatskog dirigenta i skladatelja Đele Jusića.
Tokom 2000.-ih godina se u nekoliko navrata pojavljuje na festivalu Dora:
Dora 2004. - s pjesmom Još samo ovaj put - 5. mjesto
Dora 2005. - s pjesmom Sutra bit će prekasno - 12. mjesto
Dora 2006. - s pjesmom Nježne rijeći - 11. mjesto
Dora 2007. - s pjesmom Nikada zaboravljena - polufinale
Dora 2008. - s pjesmom Iskoči sa mnom iz jurećeg vlaka - polufinale

## Diskografija
- Celuloidni pajac, Stranac, Ponoć, Jagoda, singl (Jugoton, 1968.)
- Ibrica Jusić (Jugoton, 1974.)
- Skaline od sudbine (1975.)
- Nostromo (1976.)
- Emina (Jugoton, 1977.)
- Ne dajte da vas zavedu (1978.)
- Čovjek bez kafića (1980.)
- Ibrica (1981.)
- Ibrica Jusić + pas, soba 501, osoba dvije (1983.)
- La vie (1985.)
- Hodaju ljudi (1988.)
- Retrospektiva (1994.)
- Dan prije, live in ZeKaeM (1998.)
- Hazarder, tribute to Leonard Cohen (2001.)
- Amanet (2003.)
- Kavana Mediteran (2006.)

## Vanjske poveznice
- Stranica posvećena Ibrici Jusiću  Arhivirana inačica izvorne stranice od 5. ožujka 2021. (Wayback Machine)